# صرير
الصرير أو الصَرصَرة أو الكرير (بالإنجليزية: Stridor)‏ هو صوت تنفسي عالي النبرة ناتج عن اضطراب مرور الهواء في الحنجرة أو الشعب الهوائية. ويعد علامة لضيق الشعب الهوائية أو انسدادها، قد يظهر أثناء الشهيق أو الزفير أو كليهما، لكنه غالبًا ما يكون أثناء الشهيق. يظهر في الأطفال المصابين بالخانوق، وقد يكون علامة لإصابة خطيرة كالتهاب لسان المزمار أو وجود جسم غريب في القناة التنفسية أو سرطان الحنجرة؛ لذا ينبغي الانتباه له ومعرفة سببه.

## الأسباب
- وجود جسم غريب في الشعب الهوائية.

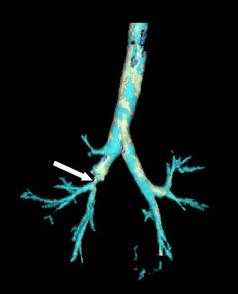
تصوير مقطعي محوسب لتضيق قصبي (المؤشر) ناتج عن إصابة رغامية قصبية

- السرطان: كالسرطانة حرشفية الخلايا في الحنجرة.
- ابيضاض الدم الليمفاوي الحاد: يكون مصحوبًا بكتلة ضاغطة على القصبة الهوائية.
- عدوى: كالخانوق والتهاب لسان المزمار.
- وذمة في الشعب الهوائية: بسبب حساسية أو عرض جانبي لعقار أو التنبيب.
- تشنج الحنجرة: كحالات الارتجاع المعدي.
- ورم وعائي دموي تحت المزمار.
- حلقة وعائية ضاغطة على الحنجرة.
- التهاب الدرقية المنسوب لريدل.
- شلل الأحبال الصوتية.
- تلين القصبة الهوائية والشعب الهوائية.
- عيوب خلقية: تسبب 87% من حالات الصرير في الأطفال.
- التهاب وعائي.
- الخراج حول اللوزة.[5]

## التشخيص
يتم تشخيص الصرير إكلينيكيًّا، ولمعرفة السبب يتم إجراء أشعة سينية على الصدر وأشعة مقطعية والتصوير بالرنين المغناطيسي.
كذلك يعد التنظير البصري الليفي مجديًا لتقييم وظيفة الأحبال الصوتية واكتشاف علامات الانضغاط أو العدوى.

## العلاج
يتم العلاج تبعًا لخطورة حالة المريض؛ فقد تتطلب الحالة إجراء تنبيب أو ثقب للقصبة الهوائية فورًا، وإن كان بالإمكان تأجيل التنبيب لبعض الوقت يمكن اللجوء إلى خيارات أخرى، مثل:
- إمداد المصاب بالأدرينالين عن طريق رذاذة، أو كودين بجرعة لا تزيد عن 3 مجم/كجم.
- استخدام عقار ديكساميتازون إذا كانت الوذمة في الشعب الهوائية هي سبب الصرير.
- استنشاق الهيليوكس الذي يتكون من 70% هيليوم و30% أكسجين.

## روابط خارجية
- صوت الصرير على موقع يوتيوب.